# Sven Michel (Fußballspieler)
Sven Michel (* 15. Juli 1990 in Freudenberg) ist ein deutscher Fußballspieler. Er steht seit Juli 2024 beim Zweitligisten SC Paderborn 07 unter Vertrag.

## Karriere

### Jugendjahre
Michel begann mit dem Fußballspielen im Freudenberger Stadtteil Alchen in der Jugendmannschaft des dortigen TuS Alchen, aus dem auch der Nationalspieler Patrick Helmes hervorging. Er spielte sodann für die Jugendmannschaft von Fortuna Freudenberg und bei Borussia Dortmund ein Jahr lang in der U-14, ehe er sich erstmals den Sportfreunden Siegen anschloss. Sodann spielte er für den Siegener Stadtteilklub SuS Niederschelden. Dort war er bereits mindestens ab Beginn der Spielzeit 2007/08 in der A-Jugend des Vereins aktiv und trug zum Aufstieg des Jugendteams im Jahr 2009 in die Bezirksliga bei.

### SuS Niederschelden, Sportfreunde Siegen und Borussia Mönchengladbach

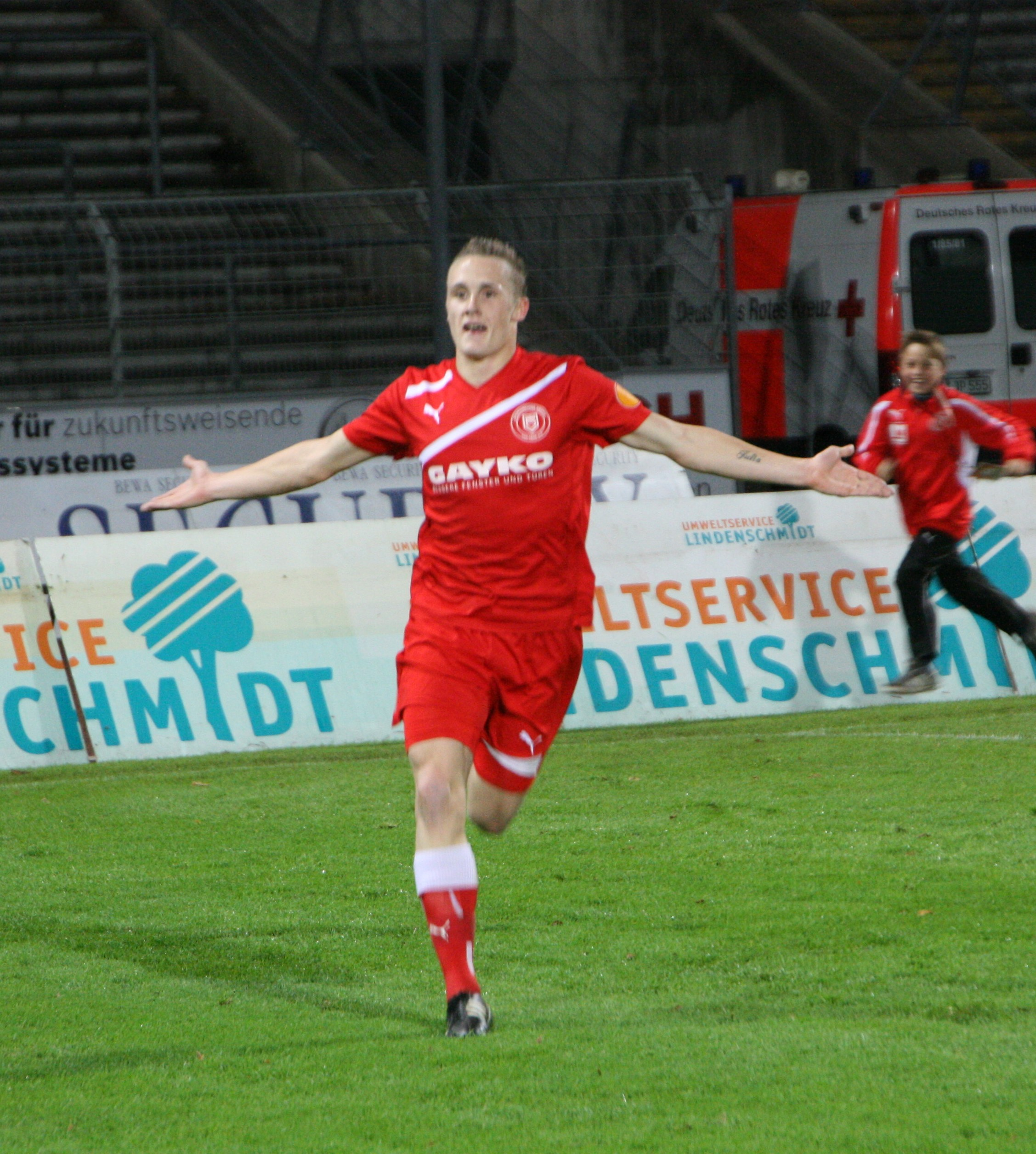
Michel im Trikot der Sportfreunde Siegen (2011)

Für die Niederschelder war er bis zum Ende der Saison 2009/10 in der Landesliga aktiv. Mit dem Team aus dem Süden Siegens stieg er zwar als Tabellenvorletzter ab, konnte aber mindestens sechs persönliche Torerfolge vorweisen. Zur folgenden Spielzeit wechselte er erneut zu den Sportfreunden Siegen. Dort spielte er zunächst in der ebenfalls in der Landesliga antretenden Zweiten Mannschaft, bestritt bereits die Rückrundenvorbereitung der Spielzeit 2010/11 mit der seinerzeit von Andrzej Rudy trainierten Ersten Mannschaft und wurde im Mai 2011 endgültig in den Kader der Ersten Mannschaft hochgezogen. Zudem rangierte er am Ende der Landesligaspielzeit der Landesliga Westfalen Staffel 2 Süd mit 15 Torerfolgen auf dem dritten Platz der Torjägerliste. Bei den Siegenern zeigte sich der Stürmer auch in der NRW-Liga-Mannschaft äußerst treffsicher. So traf er bei 34 Einsätzen in der NRW-Liga-Saison 2011/12 elfmal ins gegnerische Tor. Nachdem er in der Saison 2012/13 bis zum Jahreswechsel bereits 14 Tore in 20 Spielen der Regionalliga West erzielt hatte, wechselte er Anfang 2013 für eine kolportierte Ablösesumme in Höhe von 70.000 Euro zum Bundesligisten Borussia Mönchengladbach und unterschrieb einen Vertrag bis zum 30. Juni 2015. Dort wurde er jedoch zunächst primär für die in derselben Liga wie die Siegener spielende 2. Mannschaft der Borussia eingeplant, die sich zu diesem Zeitpunkt im Abstiegskampf befand. Bei der Borussia debütierte er am 2. Februar 2013 im Heimspiel gegen den VfB Hüls und schoss den 3:2-Siegtreffer. Am Ende der Rückrunde der Spielzeit 2012/13, in der er bei 15 Ligaeinsätzen für die Borussia insgesamt sechsmal traf, wurde Michel schließlich Torschützenkönig in der Regionalliga West mit insgesamt 20 erzielten Treffern. Nachdem er in der Folgesaison bis zum Jahreswechsel 2013/14 abermals sechsmal bei 19 Ligaeinsätzen für die Gladbacher traf, ein Aufrücken in den Kader der Bundesligamannschaft aber bis dahin nicht erreicht hatte, schloss er sich dem Zweitligisten Energie Cottbus an.

### Profifußball

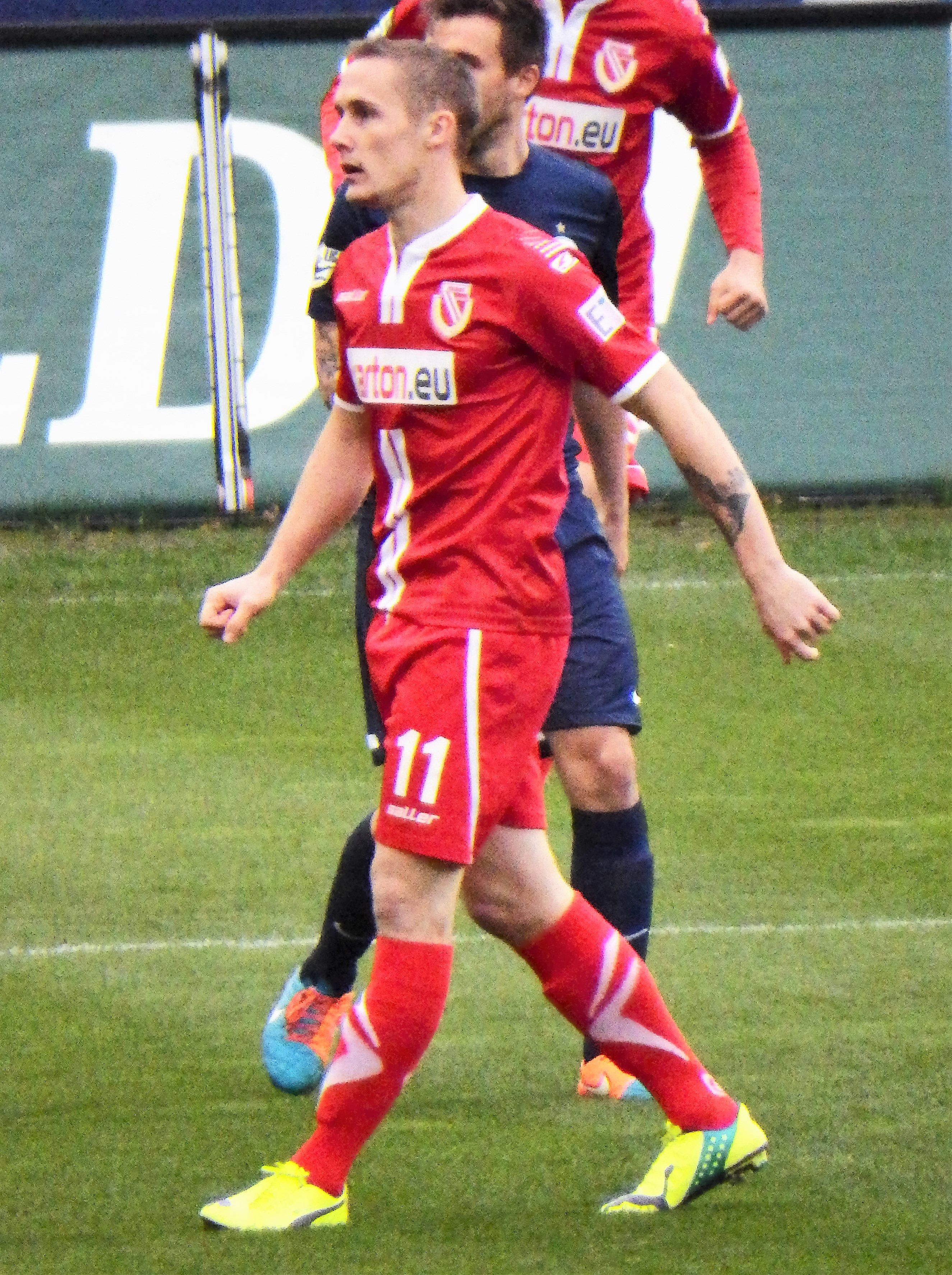
Michel im Trikot von Energie Cottbus (2015)

Bei den Cottbusern unterzeichnete er am 7. Januar 2014 einen Vertrag bis zum Ende der Spielzeit 2015/16. Am 16. Februar 2014 debütierte er in der Partie gegen den VfR Aalen, als er von Trainer Stephan Schmidt in der 84. Minute für Fanol Perdedaj eingewechselt wurde. Direkt bei seinem ersten Einsatz erzielte er in der Nachspielzeit den 2:2-Ausgleichstreffer und somit sein erstes Tor in der 2. Bundesliga, das auch den Endstand der Partie herbeiführte. Bei seinem zweiten Einsatz am 21. Februar 2014 wurde er zur Halbzeit eingewechselt und bereitete bei der 2:3-Niederlage seiner Mannschaft gegen Erzgebirge Aue beide Cottbuser Treffer vor. Am 28. Februar 2014 stand er sodann gegen den 1. FC Kaiserslautern zum ersten Mal in der Startelf und traf zum spielentscheidenden 1:0-Endstand. Bis zum Saisonende absolvierte er 14 Zweitligaspiele, in denen er zwei Treffer erzielte. In der Spielzeit 2014/15 trat er nach dem Cottbuser Abstieg mit dem Team in der Dritten Liga an. Er absolvierte 29 Ligaspiele, bei denen er acht Tore erzielte. In der Saison 2015/16 wurde er 23-mal (zwei Tore) in der 3. Liga eingesetzt. Nach dem Cottbusser Abstieg in die Regionalliga wurde Ende Mai 2016 Michels Wechsel zum SC Paderborn 07 vermeldet. In Paderborn avancierte er schnell zum Stammspieler. Sportlich wäre er mit Paderborn trotz seiner erzielten fünf Treffer am Ende der Saison 2016/17 aus der dritten Liga abgestiegen; da Zweitligaabsteiger TSV 1860 München für die 3. Liga jedoch keine Lizenz erhalten hatte, profitierte Paderborn hiervon und konnte auch in der folgenden Saison dennoch in der 3. Liga antreten. In dieser verpasste Michel gelbgesperrt nur ein einziges Spiel. Er wurde mit 19 erzielten und 13 vorbereiteten Treffern Topscorer der 3. Liga und trug damit maßgeblich dazu bei, dass Paderborn als Tabellenzweiter in die 2. Bundesliga aufsteigen konnte. Im DFB-Pokal besiegte er mit Paderborn in dieser Saison die höherklassigen Vereine FC St. Pauli, VfL Bochum und FC Ingolstadt und scheiterte erst im Viertelfinale am FC Bayern München. In der folgenden Saison 2018/19 absolvierte Michel für Paderborn 26 Spiele in der 2. Bundesliga, in denen er zehn Tore erzielte. Wiederum erreichte er mit Paderborn das Viertelfinale im DFB-Pokal und stieg am Saisonende als Tabellenzweiter auf. Am 1. Spieltag der folgenden Saison 2019/20 debütierte er für Paderborn bei der 2:3-Niederlage gegen Bayer 04 Leverkusen schließlich in der 1. Bundesliga und erzielte seinen ersten Bundesligatreffer.
Am 31. Januar 2022 wechselte Michel als Ersatz für den zum VfL Wolfsburg gewechselten Max Kruse in die 1. Fußball-Bundesliga zum 1. FC Union Berlin. Nach eineinhalb Jahren in Berlin-Köpenick, in denen Michel in insgesamt 44 Pflichtspielen zum Einsatz kam und an zwölf Toren beteiligt war, schloss er sich zur Saison 2023/24 dem FC Augsburg an.
Im Juli 2024 kehrte er zum SC Paderborn 07 zurück.

## Erfolge
SC Paderborn
- Aufstieg in die 2. Bundesliga: 2018
- Aufstieg in die Bundesliga: 2019